# Osmanié-Orden

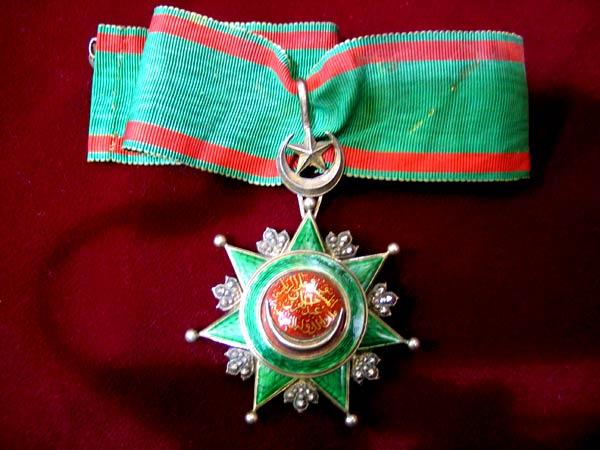
Osmanje-Orden 2. Klasse mit Halsband

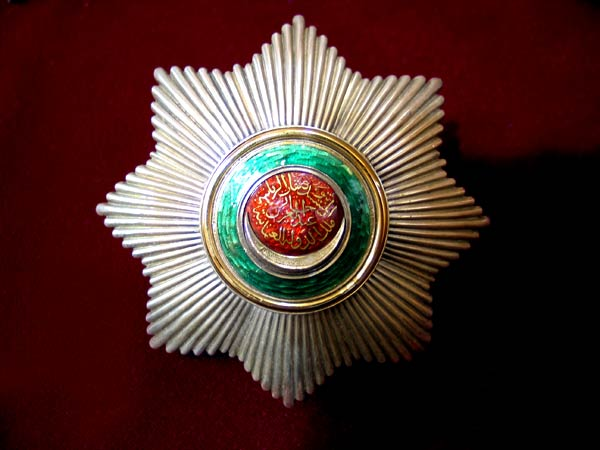
Bruststern 1. Klasse

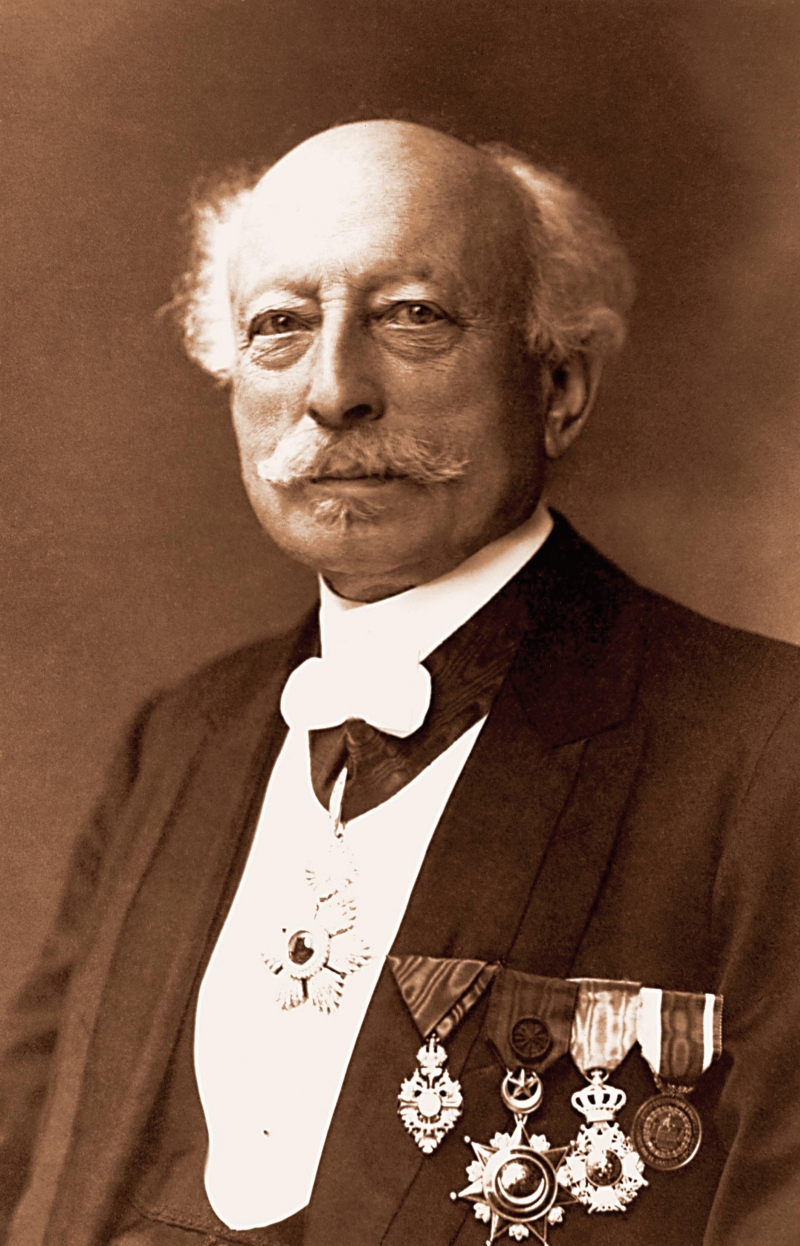
Ludwig Moser mit dem Osmanje-Orden (nach 1908)

Der Osmanié-Orden (osmanisch Osmanî Nişanı) wurde durch den osmanischen Sultan Abdülaziz 1861 oder am 4. Januar 1862 gestiftet. Die Auszeichnung sollte zunächst an Beamte verliehen werden, die über einen Zeitraum von mindestens 20 Jahren dem Osmanischen Reich „treu gedient“ hatten. Aber auch für andere, „besonders hervorragende Verdienste“ konnte der Orden an Militärs, Gelehrte, Künstler und andere Persönlichkeiten verliehen werden.
An das Zeremonienamt waren stets Gebühren fällig, wobei Militärangehörige davon freigestellt werden konnten und Ausländer von der Zahlungspflicht ausgenommen waren.

## Ordensklassen
Bei der Einrichtung des Ordens gab es anfangs drei Klassen. 1867 erfolgten Statutenänderungen und die Ordensklassen wurden auf vier erweitert.

## Ordensdekoration
Das Ordenszeichen besteht in einem siebensspitzigen goldenen, grün emaillierten Stern mit goldener Einfassung und silbernen, brillantierten Strahlen in den Ecken und auf den Spitzen waren kleine goldene Kugeln gesteckt. Im karmesinrot emaillierten, grün umsäumten Mittelschild stehen in Gold die türkischen Worte: Der Erwählte durch die Gnade Gottes unsers Herrn Abd ul Asis Chan, Beherrscher des osmanischen Reichs, als Zeichen besonderen Verdienstes. Auf der Rückseite befindet sich für die drei ersten Klassen in Gold, für die vierte in Silber das Reichswappen. Der Orden hängt an einem goldenen Halbmond mit einem goldenen fünfspitzigen Stern und am Bande.
Für alle Klassen ist dieser Orden gleich groß, nur die goldene Rückseite ist für die dritte und vierte Klasse in Silber gehalten.

## Ordensband und Trageweise
Das grüne Ordensband hatte an beiden Seiten einen karminroten Streifen.
Die erste Klasse trug den Orden als Schärpe über die rechte Schulter nach der linken Hüftseite. Zur ersten und zweiten Klasse gehörte noch ein Ordensstern gleichen Aussehens auf der linken Brust dazu. Die nächstfolgenden Klassen machten ihn zum Halsorden, während die vierte Klasse in Rosettenform ihn als Bruststern oder im Knopfloch trug.
Der Bruststern, den die erste auf der Linken und zweite Klasse auf der Rechten trägt, ist achtspitzig, brillantiert und aus Silber; im Mittelschild befindet sich die Umschrift mit einem Halbmond.

## Bekannte Träger
Siehe Kategorie:Träger des Osmanié-Ordens